# Swraj Paul
Pour les articles homonymes, voir Paul (patronyme).
Swraj Paul, baron Paul, (né le 18 février 1931) est un magnat des affaires et philanthrope d'origine indienne basé au Royaume-Uni. En 1996, il est nommé pair à vie par le Premier ministre conservateur John Major et siège à la Chambre des lords en tant que crossbencher avec le titre baron Paul, de Marylebone, dans la ville de Westminster. En décembre 2008, il est nommé vice-président des Lords et en octobre 2009, il est nommé au Conseil privé.

## Jeunesse et éducation
Selon sa biographie officielle, Swraj Paul est né à Jalandhar, dans la province du Pendjab en 1931, dans ce qui est alors l'Inde britannique. Son père Payare Lal dirige une petite fonderie, fabriquant des seaux en acier et du matériel agricole. Le nom de sa mère est Mongwati. Le site de sa maison d'enfance est maintenant l'école Apeejay.
Swraj Paul termine ses études secondaires à l'école Labbu Ram Doaba et fait ses études au Forman Christian College de Lahore et au Doaba College de Jalandhar. Il part aux États-Unis pour étudier le génie mécanique, obtenant des diplômes BSc, MSc et MechE du Massachusetts Institute of Technology.

## Carrière professionnelle
Après avoir quitté le MIT, il retourne en Inde pour travailler pour l'entreprise familiale, Apeejay Group, fondée par son père et dirigée à l'époque par ses deux frères aînés, Stya Paul et Jit Paul.
En 1966, il s'installe au Royaume-Uni pour recevoir un traitement médical pour sa jeune fille, qui souffre d'une leucémie. Il passe un an à pleurer sa mort, après quoi il fonde Natural Gas Tubes. En commençant par une unité d'acier, il en achète d'autres et cela le conduit à fonder le groupe Caparo en 1968, qui devient l'une des plus grandes entreprises de transformation et de distribution d'acier du Royaume-Uni. Lord Paul quitte la direction du groupe Caparo en 1996.

## Postes publics et philanthropie
Lord Paul occupe de nombreux postes publics. En 2006, dans le cadre de ses travaux parlementaires, il fait une déclaration d'intérêt ; il est impliqué dans plus d'une douzaine d'organisations en dehors de son entreprise familiale et de sa fondation. Cette fondation, nommée en mémoire de sa fille amène les bénéfices de Caparo India vers des œuvres caritatives. Par exemple, Paul est mécène honoraire de la Zoological Society of London et finance des projets majeurs sur le site de Regent's Park, notamment le zoo pour enfants Ambika Paul.
En 2020, 5 millions de dollars sont versés au Massachusetts Institute of Technology pour le "Swraj Paul Theatre" à l'Auditorium Kresge.

### Éducation
La Fondation crée l'école de technologie Ambika Paul à Jalandhar, en Inde.
Lord Paul est nommé pro-chancelier de l'université de Thames Valley en 1997 et chancelier en 1998.
Il est chancelier de l'Université de Wolverhampton depuis 1998. En 2010, le centre syndical étudiant est rebaptisé « Le centre syndical étudiant Ambika Paul », à la suite de son don pour sa rénovation. En 2015, il fait, par le biais de sa fondation familiale, don d'1 million de livres sterling, le plus gros don de l'histoire de l'université.
Lord Paul est chancelier de l'Université de Westminster, de 2006 à 2014 ; sa fondation fait don de 300 000 £ pour établir l'espace d'événement et d'exposition Ambika P3.
Il siège au comité de visite en génie mécanique du MIT entre 1998 et 2001, lorsqu'il crée l'Ambika Paul Mezzanine and Study Space et le Swraj Paul Scholarship Fund pour les étudiants de premier cycle et des cycles supérieurs.
Lord Paul est membre du Cabinet du président de l'Université Chapman à Orange, en Californie.

### Relations internationales
Lord Paul s'intéresse aux relations internationales. Il est nommé par le gouvernement comme ambassadeur des entreprises britanniques de 1998 à 2010. Il est membre du Conseil consultatif du Centre de politique étrangère. Il se présente à la présidence de l'Association parlementaire du Commonwealth, avec un programme visant à réduire l'écart entre l'Ouest et l'Est. Lord Paul est coprésident de la table ronde indo-britannique de 2000 à 2005,. 

### politique britannique
Lord Paul fait un don de 500 000 £ au Parti travailliste étant le plus grand donateur de la campagne à la direction de Gordon Brown et offrant en 2007 de donner « autant qu'il peut se le permettre » en cas d'élection anticipée. Il est également proche de l'épouse de l'ancien Premier ministre britannique, Sarah Brown,. L'organisme de bienfaisance est fondé par Sarah Brown.
Il est la première personne d'origine indienne à occuper le poste de vice-président de la Chambre des Lords une des douze personnes à ce poste. Il est admis au Conseil privé le 15 octobre 2009.
Lord Paul est impliqué dans les Jeux Olympiques de Londres et est membre du conseil d'administration responsable de la soumission en 2005 de la candidature pour les Jeux olympiques d'été de 2012. Il se rend à Singapour en tant que membre de l'équipe de candidature qui réussit à persuader le Comité international olympique d'attribuer les jeux à Londres pour 2012. Il préside le Comité de livraison olympique, qui fait partie de l'Agence de développement de Londres, avec pour mission d'obtenir le terrain sur lequel construire les nouveaux sites et de livrer le terrain dans les délais et dans les limites du budget.

## Prix et distinctions
Lord Paul reçoit divers prix et distinctions, dont 15 diplômes honorifiques d'universités au Royaume-Uni, aux États-Unis, en Inde, en Russie et en Suisse. En 1983, il reçoit le Padma Bhushan, par Indira Gandhi, le Premier ministre de l'Inde et le prix Bharat Gaurav par la Chambre des marchands indiens.

## Vie privée
Lord Paul est sur la liste des riches du Sunday Times comme 38e personne la plus riche de Grande-Bretagne bien qu'il prétende prendre les transports publics à Londres "comme tout le monde". Depuis les années 1960, il vit à Portland Place, au centre de Londres. 
Son fils Angad Paul, PDG de Caparo plc, est décédé après être tombé de son penthouse à Marylebone le 8 novembre 2015. 